# Ferney-Voltaire
Ferney-Voltaire település Franciaországban, Ain megyében. Lakosainak száma 11 530 fő (2022. január 1.). Ferney-Voltaire Ornex, Prévessin-Moëns, Collex-Bossy, Bellevue, Le Grand-Saconnex és Meyrin községekkel határos.

## Népesség
A település népességének változása:
| Lakosok száma | 2984 | 6399 | 6408 | 7661 | 9236 | 9482 | 9766 | 10 026 | 10 612 | 11 530 |
|               | 1968 | 1982 | 1990 | 2006 | 2013 | 2015 | 2017 | 2019   | 2020   | 2022   |